# Bujesily
Bujesily (en allemand : Bujesil) est une commune du district de Rokycany, dans la région de Plzeň, en République tchèque. Sa population s'élevait à 69 habitants en 2021.

## Géographie
Bujesily se trouve sur la rive gauche de la Berounka, à 20 km au nord de Rokycany, à 25 km au nord-est de Plzeň et à 65 km à l'ouest-sud-ouest de Prague.
La commune est limitée par Bohy au nord, par Kladruby et Hlohovice à l'est, par Lhota pod Radčem au sud et par Liblín et Kozojedy à l'ouest.

## Histoire
La première mention écrite du village date de 1227.

## Transports
Par la route, Bujesily se trouve à 15 km de Kralovice, à 22 km de Rokycany, à 31 km de Plzeň et à 85 km de Prague.